# Sonia Serrano
Sonia Serrano (* 6. Juli 1972 in Chur, Schweiz) ist eine Schweizer Schauspielerin.

## Leben
Nach der Schule absolvierte sie die Hochschule für Musik und Theater Hannover und eine Ausbildung am Bernhard Hiller Acting Studio in Los Angeles. Danach spielte sie an mehreren Bühnen in Deutschland, unter anderem am Bremer Theater und am Schauspielhaus Hannover. Hauptrollen hatte sie am Berliner Ensemble/Volkstheater Luckenwalde im Stück Macbeth und an der Landesbühne Niedersachsen im Musical Der kleine Horrorladen. Im Fernsehen konnte man Serrano als Schauspielerin im Fernsehfilm S.O.S. Barracuda: Der Tod spielt Roulette unter der Regie von Holger Barthel, im Alphateam und in Die Wache sehen. Von 1998 bis 2011 spielte sie in der Serie Die Anrheiner die Rolle der Stella Adamski.
Sonia Serrano lebt in Hamburg.

## Filmografie
- 1998: Die Wache – Schöne Bescherung
- 1999: S.O.S. Barracuda: Der Tod spielt Roulette (Fernsehfilm)
- 1999:	alphateam – Die Lebensretter im OP – Der Neue
- 1999–2010: Die Anrheiner
- 2001: Solo para ti
- 2001:	Fuckin in Heaven
- 2001: Die Wache – Kein Leben, keine Gnade
- 2003	Tatort – Tatort: 3 x schwarzer Kater
- 2004: Dienstschluss
- 2005: Tatort – Schattenhochzeit
- 2005: Großstadtrevier – Affenliebe
- 2007:	Liebespfand
- 2007:	Nicht von diesem Stern
- 2008: Up! Up! To the Sky
- 2009: Eine Liebe in Venedig
- 2009: Schutzlos
- 2010: Urlaub mit kleinen Folgen
- 2010: Die Pfefferkörner – Feuer in der Kita

## Theaterrollen
- 1997:	Mach nicht den Tag zur Nacht (Schauspielhaus Hannover)
- 1997:	Das Dschungelbuch (Bremer Theater, Insz.: Irmgard Paulis)
- 1997:	Macbeth (Berliner Ensemble, Volkstheater Luckenwalde)
- 1998:	Der kleine Horrorladen (Landesbühne Niedersachsen, Insz.: Dominik Wilgenbus)